# Juárez (municipi)
Juárez és un municipi de l'estat de Chihuahua. Ciudad Juárez és el cap de municipi i principal centre de població d'aquesta municipalitat. Aquest municipi és a la part sud de l'estat de Guerrero. Limita al nord amb els municipis de Nuevo México, al sud amb Batopilas, a l'oest amb Janos i a l'est amb Cusarare.